# Галина Колотницька
Галина Колотницька (вроджена Кощій, нар. 2 січня 1976[джерело?] р.) — лівійсько-українська медсестра та колишній член науково-дослідної місії України в Антарктиці. Відома завдяки тісному зв'язку з колишнім лівійським лідером Муаммаром Каддафі. 

## Раннє життя
Колотницька народилася 2 січня 1976 року[джерело?] в Броварах, в УРСР. Закінчила коледж медсестер у Києві. Її чоловік був електриком на місцевій фабриці, помер у 1992 році, після чого Колотницька перейшла з місцевої медсестри на посаду кухаря на українській дослідницькій станції в Антарктиці. Там її охарактеризували як людину яка "жорстко дотримується правил гігієни". 

## Кар'єра
Колотницька переїхала до Лівії в 2001 році за допомогою медичного агентства за кордоном, де спочатку працювала в лікарні, а потім пішла служити Каддафі. У той час Лівія була популярним місцем для українських лікарів, оскільки зарплата була вищою, ніж в Україні. За різними оцінками, на початку 2011 року в Лівії було близько 500 українських лікарів і медсестер. Повідомляється, що Каддафі працював найняв чотири медсестри з України.
Колотницька залишила Лівію в розпал Лівійської громадянської війни; евакуйована Міністерством оборони України, вона прибула до Києва 27 лютого 2011 року.
Колотницька подала заявку на отримання політичного притулку в Норвегії на початку травня 2011 року. Норвезька влада швидко відмовилася надавати їй притулок.

## Витік інформації з дипломатичних телеграм США
Колотницьку описав Джин Крец, посол США в Лівії, як "добродушну блондинку", без якої ніколи не їздив лідер Лівії Муаммар Каддафі. Характеристика з'явилася після того, як секретна дипломатична телеграма, надіслана Крецем, була розкрита WikiLeaks як частина витоку дипломатичних телеграм у США. 29 вересня 2009 року телеграму було надіслано з посольства США в Триполі. Також було виявлено, що уряд Лівії направив приватний літак, щоб переправити її з Лівії до Португалії, щоб зустріти Каддафі під час зупинки. Кажуть, що одній лише Колотницькій "відома рутина Каддафі". Дочка Колотницької Тетяна та її мати Ірина спростували, що Колотницька була коханкою Каддафі.